# فوسكيتاب (أرارات)
مدينة فوسكيتاب (بالأرمينية:Ոսկետափ) (بالإنجليزية: Vosketap)‏ هي إحدى المدن التابعة لمقاطعة أرارات في أرمينيا. يقدر عدد سكانها بـ 5395 نسمة حسب الإحصاء الذي جرى عام 2011.